# Karl Honorat von Huber
Karl Honorat von Huber (* 6. Dezember 1772 in Ottobeuren; † 4. Oktober 1857 in Stuttgart) war ein deutscher Verwaltungsjurist.

## Leben
Huber wurde von 1794 bis 1799 als Akzessist bei der fürstlichen Regierung in Sigmaringen beschäftigt und 1802 zum Regierungs- und Hofrat ernannt. Am 9. September 1806 wurde er von Fürst Anton Aloys von Hohenzollern-Sigmaringen zum Zivilkommissar für das säkularisierte Kloster Wald ernannt. 1807 wurde er erster Oberamtmann des neugeschaffenen Oberamts Sigmaringen. 1817 erhielt er den Titel eines Geheimen Rats. Von 1821 bis 1840 war er Präsident der vereinigten Regierung und Kammer sowie des Hofgerichts in Sigmaringen. 1833, 1834 und 1837 amtierte er als fürstlicher Landtagskommissar. 1840 wurde er unter Verleihung des Titels „Excellenz“ in den Ruhestand versetzt.

## Auszeichnungen
- Ritterkreuz des Ordens der Württembergischen Krone
- Kommandeurkreuz des badischen Ordens vom Zähringer Löwen (1834)
- Ritterkreuz des Zivilverdienstordens der Bayerischen Krone (1835)
- Komturkreuz des Sachsen-Ernestinischen Hausordens (1835)